# سوقومون ملیک-هاکوبیان
سوقومون ملیک-هاکوبیان (ارمنی: Սողոմոն Մելիք-Յակովբեան؛ زادهٔ ۱۸۸۸ - ۷ دسامبر ۱۹۶۴) یک نویسنده و آموزگار ارمنی‌تبار اهل ایران بود.

## زندگی‌نامه
وی در ۱۸۸۸ در روستای پایاچوک به دنیا آمد رافی عموی وی بود. و در جوانی به تفلیس رفت و تحصیلات ابتدایی را در مدرسه نرسیسیان فراگرفت. وی از دانشکده علوم الهی گئورگیان فارغ‌التحصیل گشت. وی عضو اتحادیه نویسندگان ارمنی ایران بود وی در ۷ دسامبر ۱۹۶۴ در سن ۷۶ سالگی درگذشت.